# Coloana Ciumei din Viena

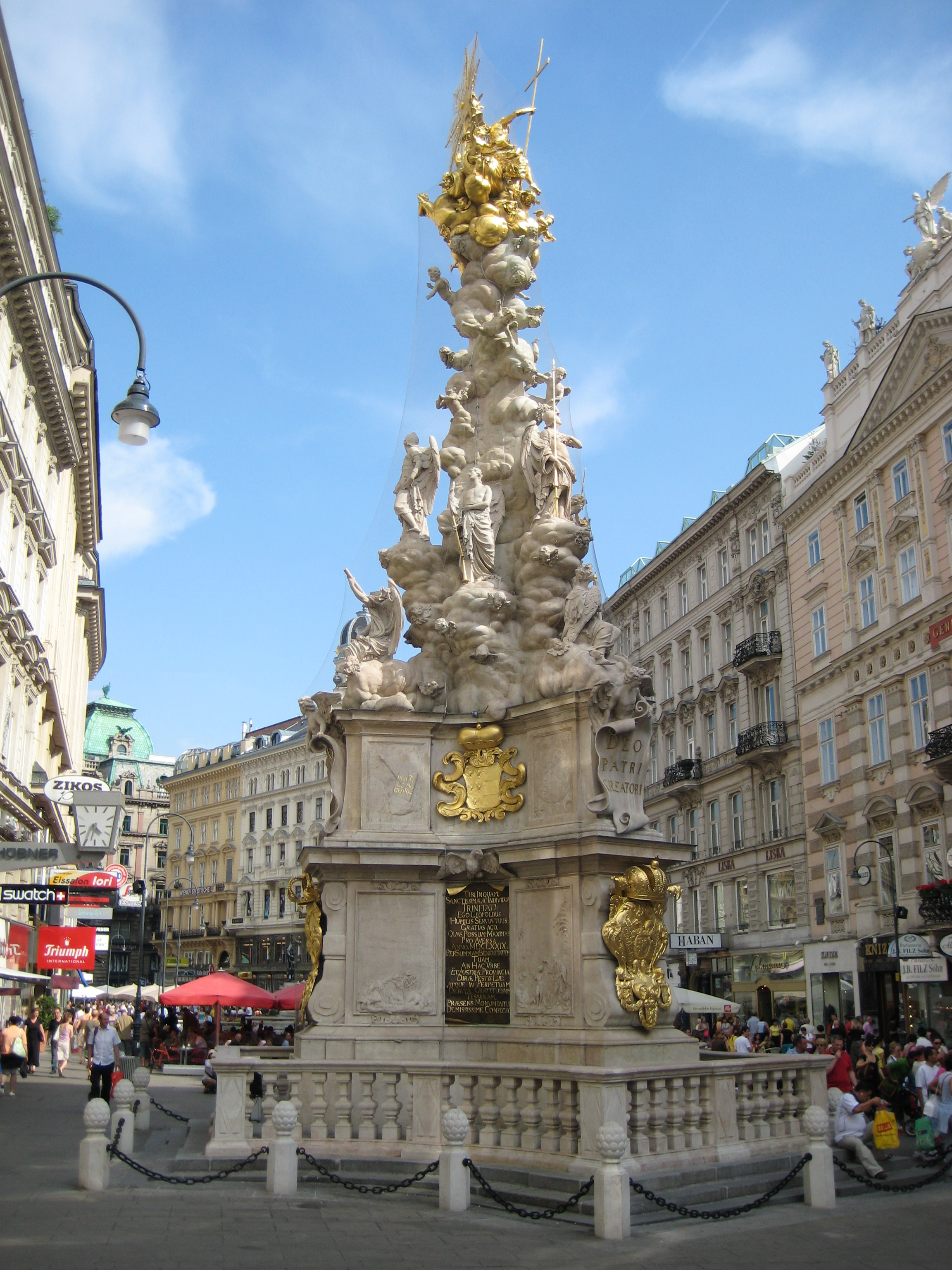
Wiener Pestsäule

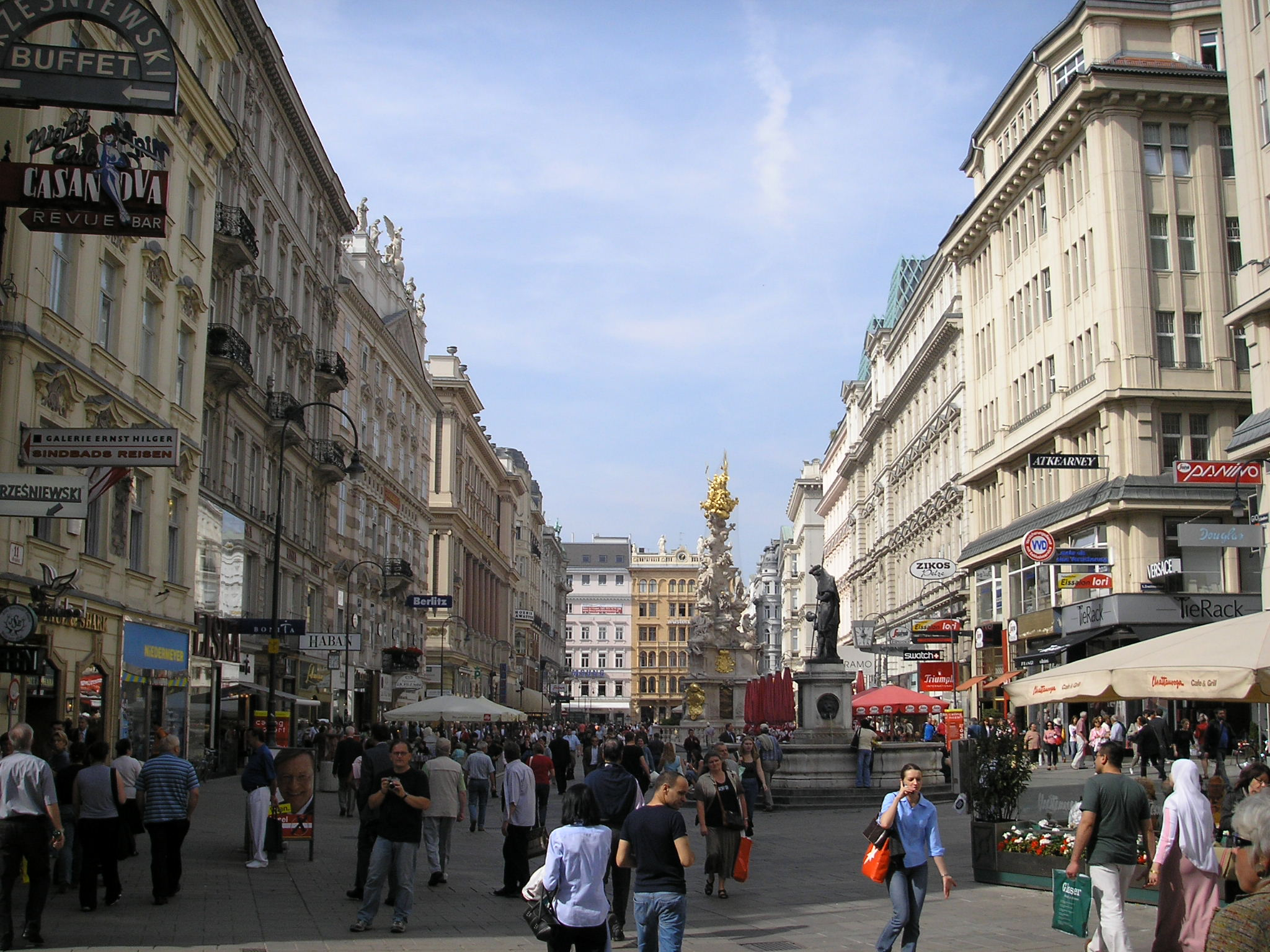
Graben

Coloana Ciumei din Viena (în germană Wiener Pestsäule) este un monument baroc situat în centrul orașului Viena, pe strada centrală numită Graben. Ea este una dintre cele mai cunoscute și importante monumente statuare din oraș. Coloana a fost inaugurată în anul 1693, la zece ani de la eliberarea Vienei din asediul otoman (1683).
Programul artistic al monumentului evocă pioșenia împăratului Leopold I și sugerează faptul că eliberarea Vienei se datorează evlaviei și rugăciunilor monarhului. Monumentul constituie prototipul coloanelor ciumei amplasate în Imperiul Austriac.

## Istoric
În 1679 a avut loc la Viena una din ultimele mari epidemii de ciumă. Părăsind orașul, împăratul Leopold I a promis să ridice o coloană a milei divine, dacă epidemia se va termina. În același an a fost inaugurată o coloană provizorie din lemn, realizată de Johann Frühwirth, pe care Sfânta Treime a fost reprezentată pe o coloană corintică, împreună cu nouă îngeri sculptați (pentru cele nouă coruri de îngeri). În 1683 Matthias Rauchmiller a primit comanda execuției unei coloane din marmură, dar a murit în 1686 și a lăsat doar câțiva îngeri sculptați. Au fost realizate apoi noi proiecte, printre proiectanți aflându-se și Johann Bernhard Fischer von Erlach, care a proiectat sculpturile de la baza coloanei. În cele din urmă, realizarea proiectului i-a fost atribuită lui Paul Strudel, care și-a bazat opera pe ideile inginerului Lodovico Burnacini. Sub reprezentarea Sfintei Treimi, Burnacini a imaginat o piramidă din îngeri, precum și pe împăratul Leopold îngenuncheat, rugându-se cu credință. Printre alții, sculptorii Tobias Kracker și Johann Bendel au contribuit la realizarea coloanei. Coloana a fost inaugurată în 1693.
În ciuda îndelungatei perioade de construcție, a modificărilor frecvente ale proiectului și a numărului mare de sculptori implicați, monumentul apare destul de omogen. În timpul perioadei de proiectare, coloana memorială conservatoare a fost reproiectată ca un monument în stil baroc, cu narațiunea programului artistic într-o formă teatrală. Monumentul indică, astfel, trecerea la epoca monumentelor în stil baroc din Viena. El a influențat mult acel stil și a fost imitat în întregul imperiu austriac.

## Imagini

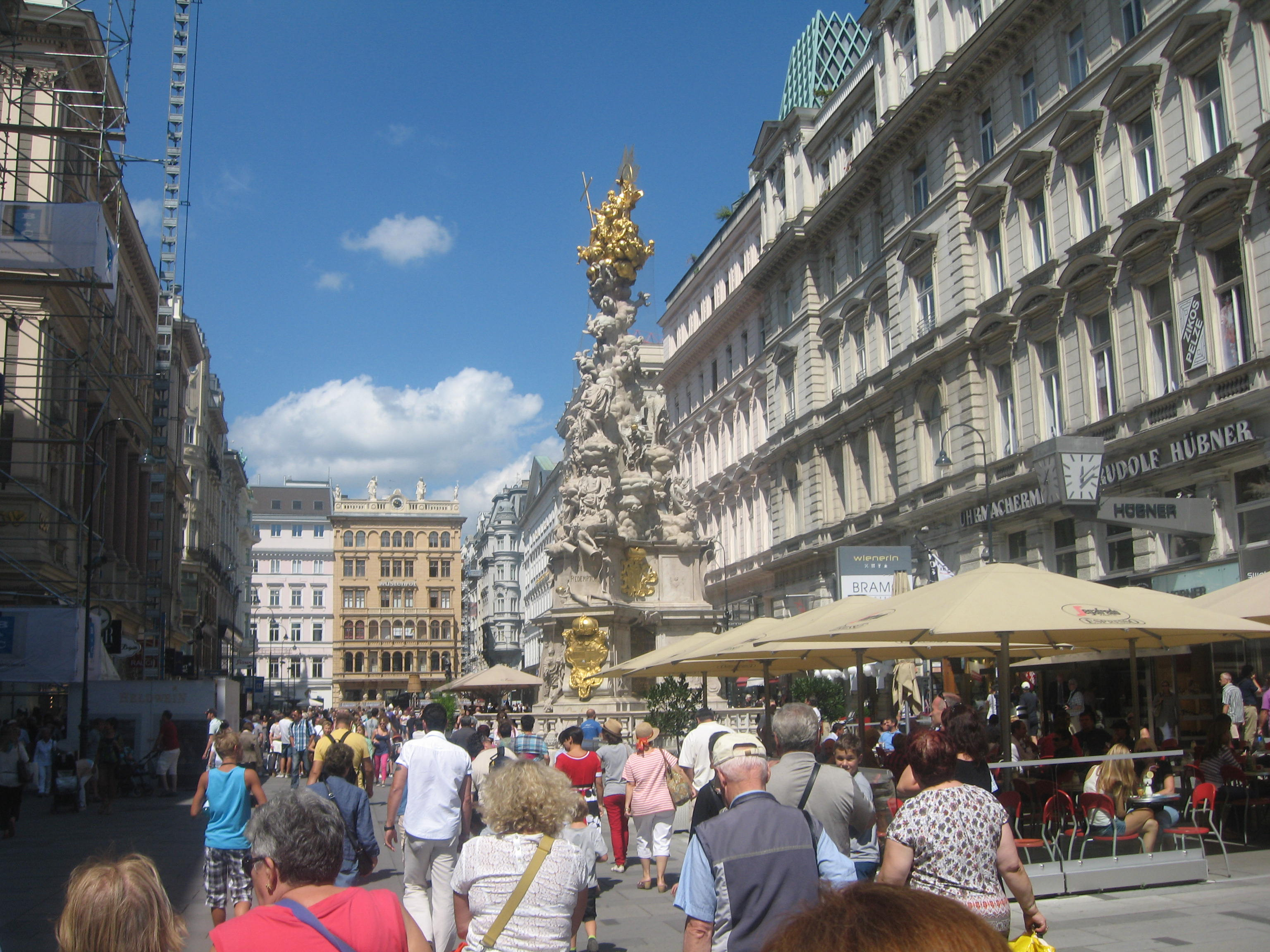
Coloana Ciumei din Viena
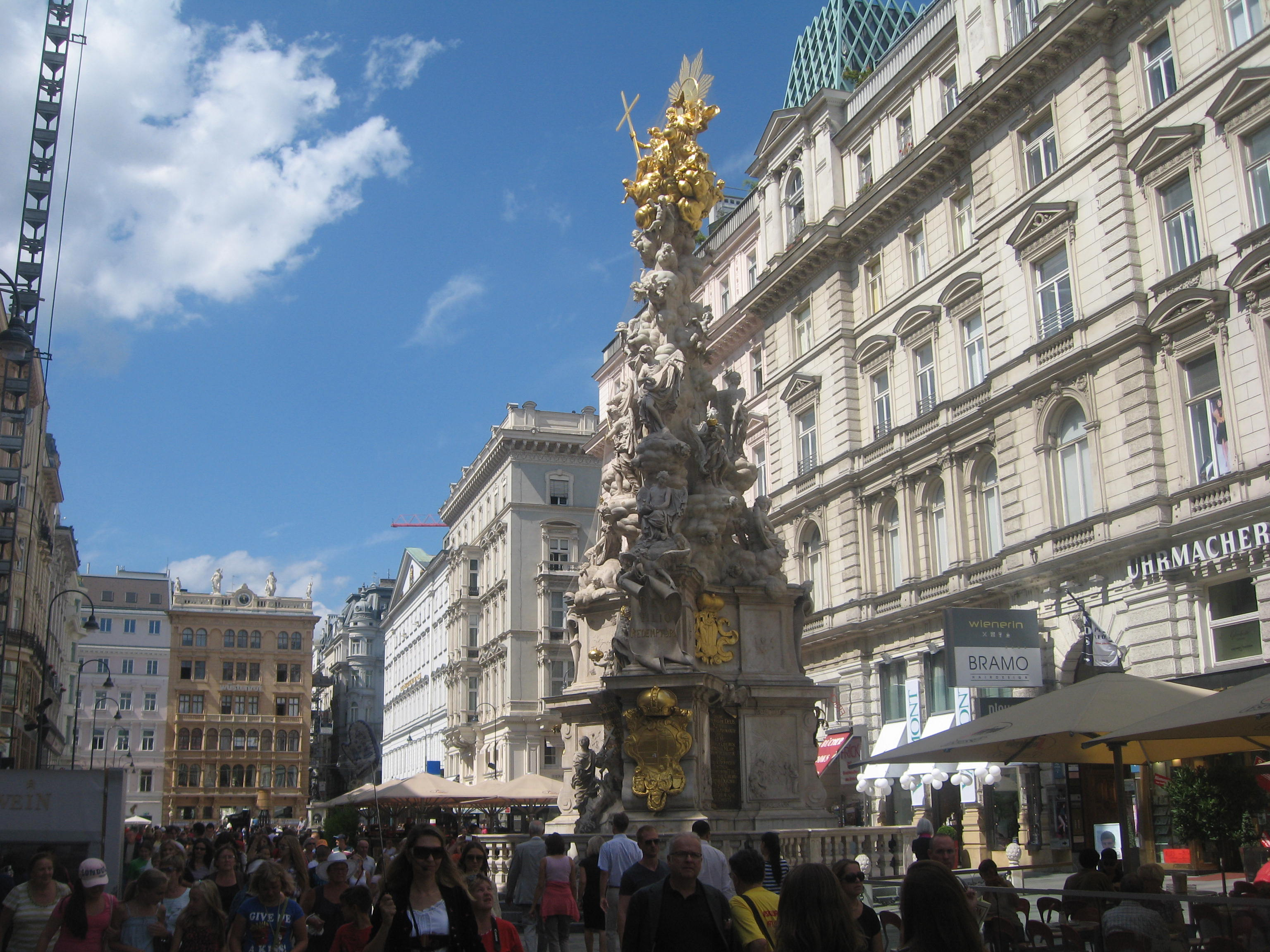
Coloana Ciumei din Viena
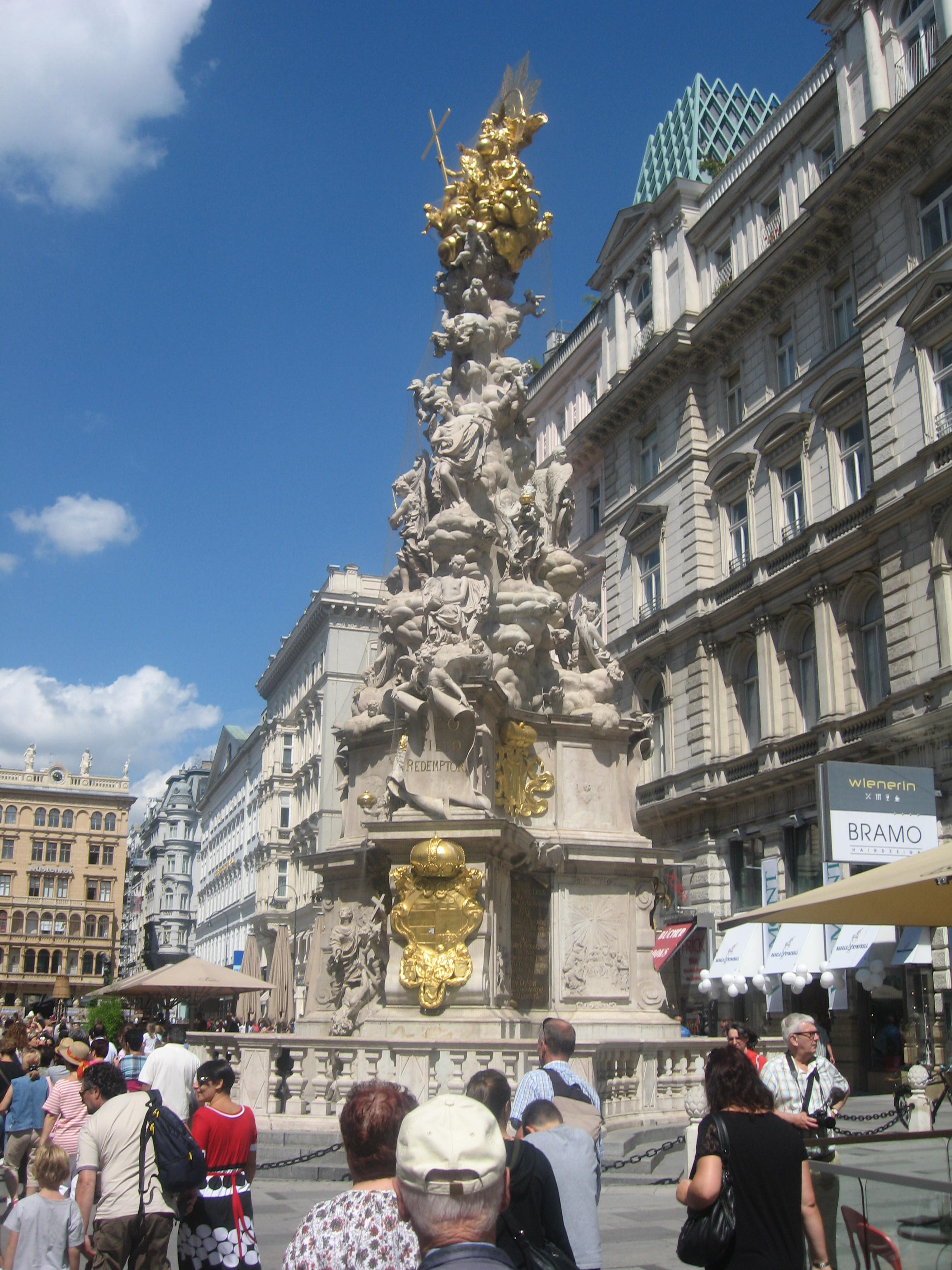
Coloana Ciumei din Viena
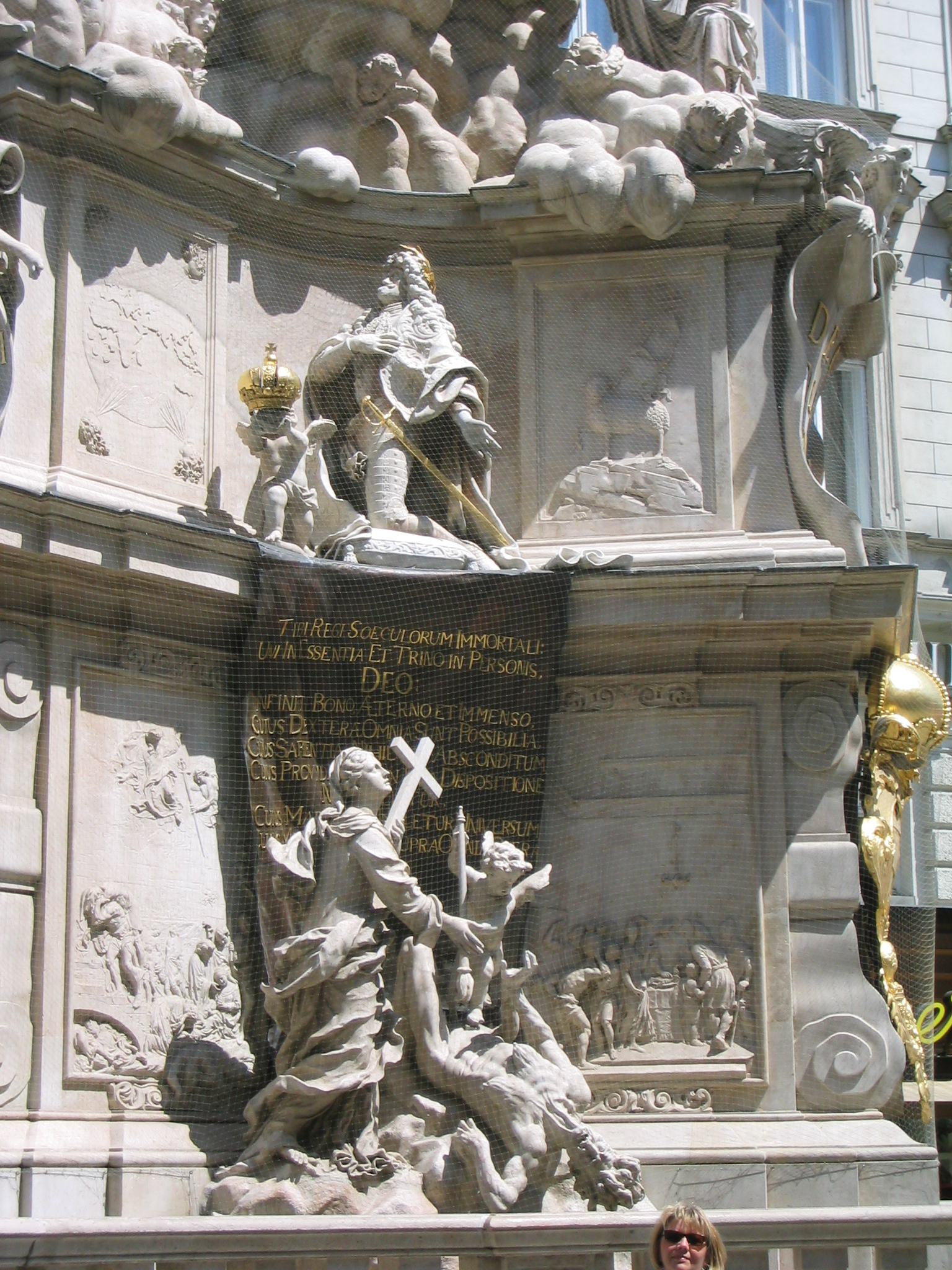
Detaliu cu Leopold I
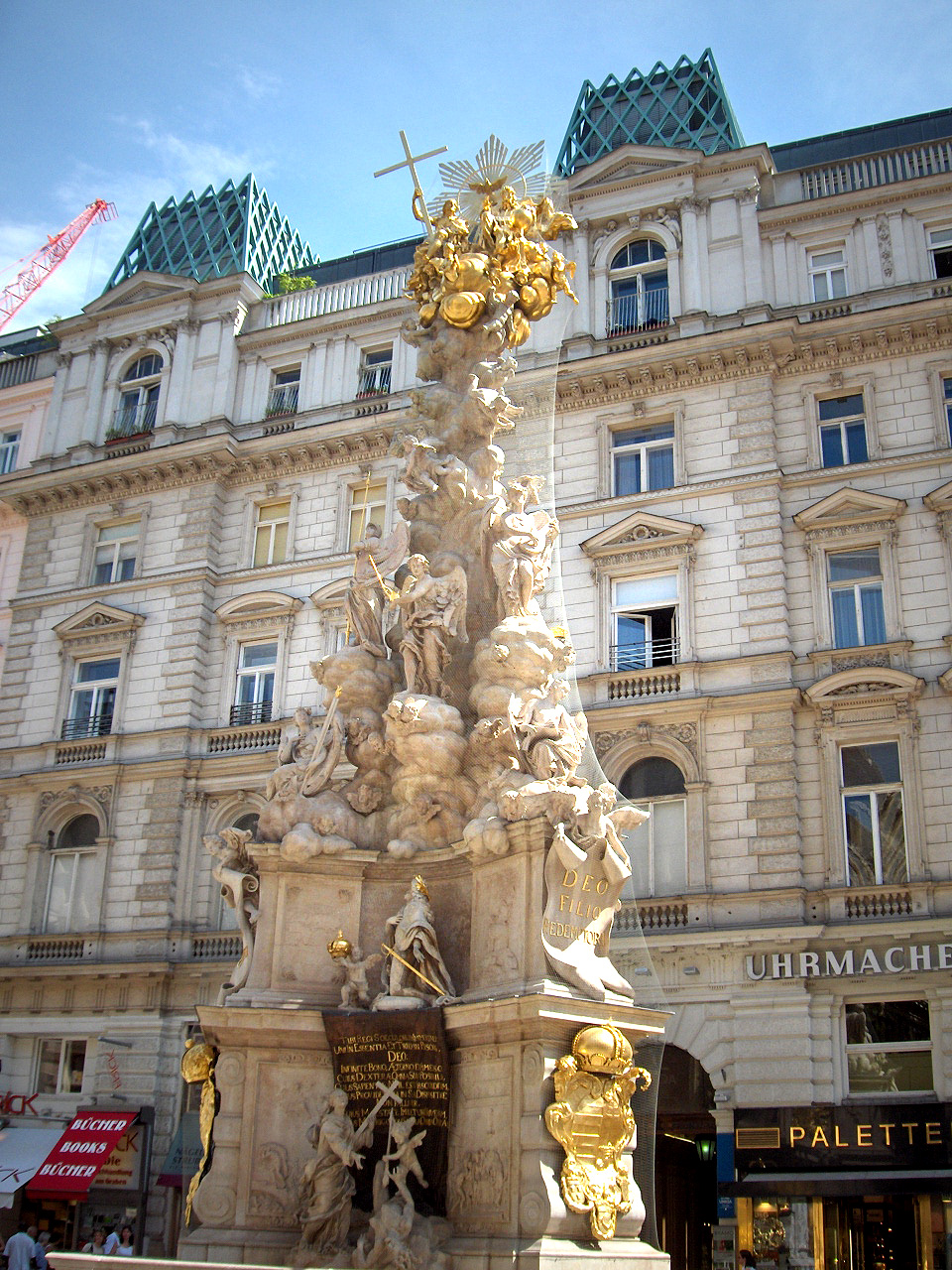
Vedere din faţă